# Mazda Biante
Mazda Biante – samochód osobowy typu van produkowany przez koncern Mazda w latach 2008-2018. Pojazd plasuje się w ofercie marki pomiędzy modelem Mazda Premacy a Mazda MPV.

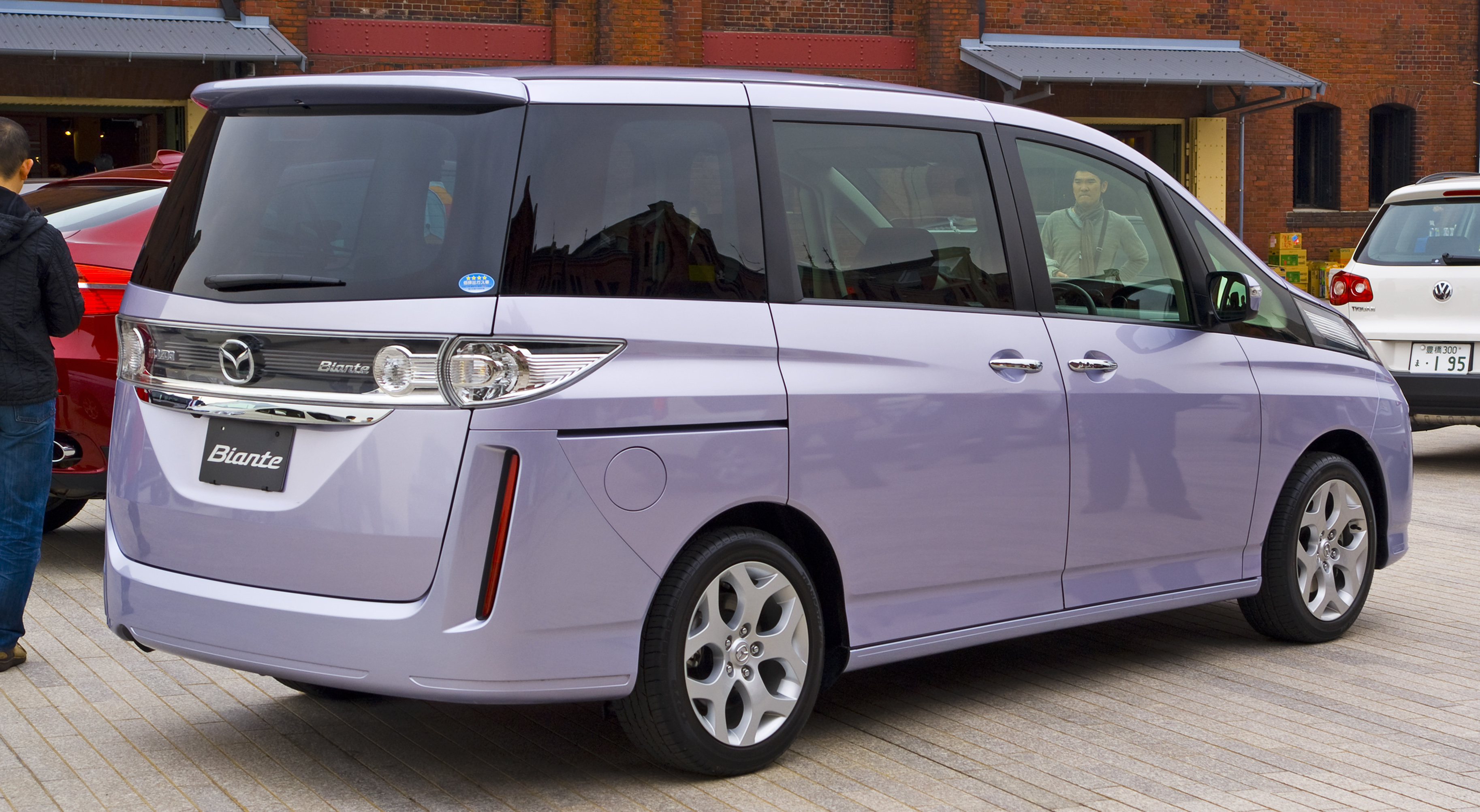
Tył Mazdy Biante

W 2011 roku podczas targów motoryzacyjnych w Tokio zaprezentowano Mazdę Biante Granz. Jest to bardziej luksusowa odmiana ośmioosobowego Biante. W pojeździe zmieniono m.in. przedni zderzak i atrapę chłodnicy oraz dodano 17-calowe alufelgi.

## Wersje wyposażeniowe
- CS
- S